# Роберто Леопарді
Роберто Рафаель Леопарді Лапорта (ісп. Roberto Rafael Leopardi Laporta, нар. 19 липня 1933, Монтевідео) — уругвайський футболіст, що грав на позиції півзахисника, зокрема, за клуби «Насьйональ» та «Дженоа», а також національну збірну Уругваю.
Чотириразовий чемпіон Уругваю.

## Клубна кар'єра
У футболі дебютував 1954 року виступами за команду «Насьйональ», в якій провів три сезони.  За цей час три рази вигравав титул чемпіона країни.
Своєю грою за цю команду привернув увагу представників тренерського штабу клубу «Дженоа», до складу якого приєднався 1957 року. Відіграв за генуезький клуб наступні два сезони своєї ігрової кар'єри. Більшість часу, проведеного у складі «Дженоа», був основним гравцем команди.
Згодом з 1959 по 1963 рік грав у складі команд «Ланероссі», «Насьйональ», «Пеньяроль» та «Мірамар Мізьонес». За цей час додав до списку своїх трофеїв чемпіонство з «Пеньяролем».
Завершив ігрову кар'єру у венесуельській команді «Депортіво Галісія», за яку виступав протягом 1965 року.

## Виступи за збірну
1954 року дебютував в офіційних матчах у складі національної збірної Уругваю. Протягом кар'єри у національній команді провів у її формі 8 матчів, за іншою версією — 7.
У складі збірної був учасником чемпіонату Південної Америки 1955 року у Чилі і чемпіонату Південної Америки 1956 року в Уругваї, здобувши того року титул континентального чемпіона.
Був присутній в заявці збірної на чемпіонаті світу 1954 року у Швейцарії, але на поле не виходив.

## Титули і досягнення
- Чемпіон Уругваю (4):

«Насьйональ»: 1955, 1956, 1957
«Пеньяроль»: 1962
- Чемпіон Південної Америки: 1956